# Espace Killy
Espace Killy är ett skidområde i Tarentaisedalen, Savoie i franska Alperna. Skidorterna Val d'Isère och Tignes ingår i området. Skidområdet är uppkallat efter skidåkaren Jean-Claude Killy.